# Tomaž Banovec
Tomaž Banovec, slovenski geodet in planinec, * 29. avgust 1939, Ljubljana.

## Življenje in delo
Na ljubljanski Fakulteti za gradbeništvo in geodezijo je 1965 diplomiral na oddelku za geodezijo. Po končanem študiji se je zaposlil na kartografskem oddelku Inštituta za geodezijo in fotogrametrijo v Ljubljani, od 1970 je delal na raznih vodstvenih mestih na Geodetskem zavodu Socialistične republike Slovenije. Kot geodet se je posvečal prevsem prostorskim informacijam in uvajal nove tehnologije  v osamodejeno kartografijo in fotodetekcijo. Od 1980 je bil kot direktor zaposlen na Statističnem uradu Republike Slovenije. Deluje tudi v planinstvu, v letih 1979−1981 je bil predsednik Planinske zveze Slovenije. Leta 2002 je prejel srebrni častni znak svobode Republike Slovenije z naslednjo utemeljitvijo: »za dolgoletno in zaslužno delo na področju statistike, informatike ter v strokovnih društvih, še posebej v Planinski zvezi Slovenije«.